# Day of Mourning

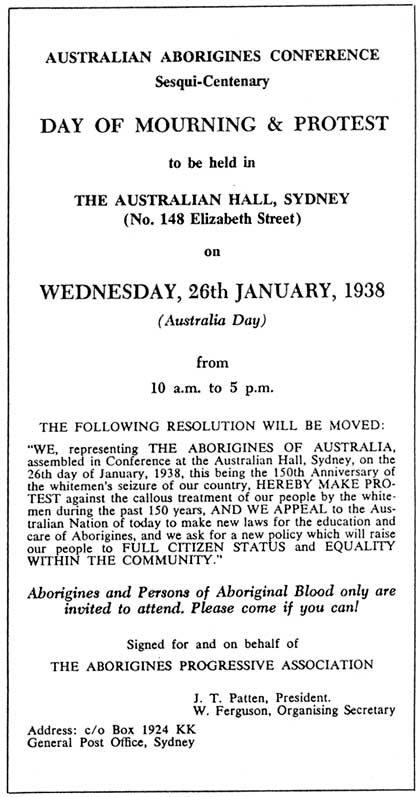
Proklamation des Day of Mourning

Der Day of Mourning war ein Protesttag der Aborigines am 26. Januar 1938 zum 150. Jahrestag der britischen Kolonisation Australiens. Dieser Tag sollte ein Protest gegen 150 Jahre unmenschliche Behandlung und die Beschlagnahme von Land der Aborigines sein, der im Kontrast zum offiziellen Australia Day steht, der von der europäischen Bevölkerung am gleichen Tag gefeiert wird.

## Politik
Der Protest an diesem Tag wurde durch die Australian Aborigines League (AAL) von William Cooper und die Aborigines Progressive Association (APA) von Jack Patten gemeinsam organisiert und durchgeführt. Im Jahre 1888, anlässlich des 100. Jahrestages, hatten die Aborigine-Führer diesen australischen Feiertag lediglich boykottiert. Jedoch hatten sie bei ihrem Boykott übersehen, dass die Presse diese Protestform ignorierte.
Die beiden Organisationen hatten in den frühen 1930er Jahren Protestnoten an die Regierungen von Australien und England sowie an die parlamentarische Vertretung der Aborigines gesandt. Diese wurden ignoriert oder ohne Gründe abgelehnt; keine Protestnote wurde an König Georg V. weitergeleitet. Aus diesen Erfahrungen planten sie ein Ereignis anlässlich der 150-Jahr-Feier, das weder die Medien noch die Regierung ignorieren könnte. Dies war der Plan, der trotz mehrerer Einschüchterungsversuche durch die Polizei von New South Wales auf öffentlichen Versammlungen in jener Zeit durchgeführt wurde.
Obwohl die Protestnoten der APA zurückgewiesen wurden, traf sich Premierminister Joseph Lyons mit den Führern des Day of Mourning am 25. Januar ohne andere offizielle Regierungs- und Pressevertreter. Einige Reporter zogen es vor, trotz des Wunsches von Lyon, über Pastor Doug Nicholls zu berichten, der ein Schiedsrichter des australischen Football-Sports war.

## Ereignisse 1938
Der Tag begann mit einem Marsch durch die Straßen von Sydney, an dem Aborigines und Nicht-Aborigines teilnahmen. Der Marsch begann an der Stadthalle von Sydney und dort sollte das Hauptereignis dieses Tages stattfinden, der Day of Mourning Congress, ein politisches Meeting zu dem zahlreiche Führer der Aborigines, wie Pearl Gibbs und Margaret Tucker gekommen waren. Die Protestierenden hatten ursprünglich beabsichtigt, den Kongress in der Stadthalle abzuhalten, aber dies wurde verweigert, weswegen er in der im Gebäude der Cyprus Hellene Club – Australian Hall in der Elizabeth Street stattfand. Der Kongress war nur für Aborigines offen, von denen etwa 1.000 anwesend war. Diese Versammlung war die erste massive Versammlung für die Menschen- und Landrechte der Aborigines Australiens.
Die APA und die AAL verteilten auf der Versammlung ein Manifest Aborigines Claim Citizens Rights, das von Patten und William Fergusen erarbeitet war. Dieses Manifest begann mit den Worten: „This festival of 150 years’ so-called ‘progress’ in Australia commemorates also 150 years of misery and degradation imposed on the original native inhabitants by white invaders of this country“ (Diese 150-Jahr-Feier, der sogenannte Fortschritt in Australien, erinnert auch an 150 Jahre Elend und Erniedrigung, die den ursprünglichen Einwohnern durch die weißen Invasoren dieses Landes auferlegt wurden).
Auf dem Kongress wurde nachfolgende Resolution einstimmig verabschiedet:
“WE, representing THE ABORIGINES OF AUSTRALIA, assembled in Conference at the Australian Hall, Sydney, on the 26th day of January, 1938, this being the 150th anniversary of the whitemen’s seizure of our country, HEREBY MAKE PROTEST against the callous treatment of our people by the whitemen in the past 150 years, AND WE APPEAL to the Australian Nation to make new laws for the education and care of Aborigines, and for a new policy which will raise our people to FULL CITIZEN STATUS and EQUALITY WITHIN THE COMMUNITY.”

(WIR repräsentieren DIE ABORIGINES VON AUSTRALIEN, versammelt auf der Konferenz in der Australian Hall in Sydney am 26. Januar 1938. Dies ist der 150. Jahrestag der Beschlagnahme unseres Landes durch die Weißen und HIERMIT PROTESTIEREN wir gegen die unmenschliche Behandlung unseres Volkes durch die Weißen in den vergangenen 150 Jahren, UND WIR APPELLIEREN an die australische Nation neue Gesetze für die Ausbildung und Fürsorge der Aborigines und eine neue Politik durchzuführen, die unser Volk zu VOLLEN BÜRGERRECHTEN und GLEICHHEIT IN DER GEMEINSCHAFT erheben wird.)

## Offizielle Feier
Die Regierung von New South Wales hatte am Australia Day geplant die Ankunft der First Fleet in Port Jackson unter Beteiligung von Aborigines zu wiederholen. Die politischen Organisationen der Aborigines in Sydney hatten eine Beteiligung an der offiziellen Feier abgelehnt. Daraufhin holte die Regierung eine Gruppe von Aborigines aus einer Reservation im Westen des Staates nach Sydney. Die Männer übernachteten in Polizeibaracken in Redfern und am Australia Day wurden sie an den Strand bei Farm Cove gebracht, wo sie entlang des Strandes rennen sollten, um den Eindruck zu erwecken, dass sie aus Angst vor den gloriosen Briten fliehen würden.
Diese Wiederholung in dieser Form erzeugte heftige Kritik durch die Protestierenden, denen es verboten war, die Aborigines in Redfern aufzusuchen. Die Presse in Sydney ignorierte diesen Sachverhalt und regte sich mehr darüber auf, dass Sträflinge nicht in dieser Feier vorkamen.

## Spätere Entwicklung
Die Proteste zum Day of Mourning hielten am Australia Day seit 1938 an und 1940 wurde dieser Tag akzeptiert. In späteren Jahren wurden Proteste am 26. Januar mit anderen Begriffen wie Invasion Day (Invasionstag) und Survival Day (Überlebenstag) durchgeführt, die in Australien wesentlich bekannter sind.
Im Jahre 1998 wurde zur Erinnerung des 60. Jahrestages des Day of Mourning ein Schweigemarsch von 400 Protestierenden auf der ursprünglichen Route durchgeführt und die zehn Unrechtszustände des Kongress-Manifests erneut bekräftigt.
Diese Wiederaufführung wurde verbunden mit der Forderung zum Erhalt der Australian Hall, dem Ort des 1938er Kongresses. Die Regierung von New South Wales hatte zwar eine Erhaltung angeordnet, aber sie erlaubte alle Veränderungen außer an der Fassade des Gebäudes. Das Gebäude ist mittlerweile in allen seinen Teilen geschützt und in die Australian National Heritage List eingetragen.